# Josue Dupon
Josue Dupon (n. Ichtegem, 22 de mayo de 1864 - f. Amberes, 13 de octubre de 1935) fue un escultor y grabador de medallas belga.
El 11 de agosto de 1929 fue presentada una estatua ecuestre del misionero Constant Lievens realizada por Dupon.
En 1936 fue premiado póstumamente con una medalla de bronce en las competiciones artísticas de los Juegos Olímpicos por sus  "Medallas Ecuestres".

## Obras destacadas
Destacan entre las obras realizadas por Josue Dupon, las esculturas de animales y los relieves grabados para medallas.
- Escultura en bronce de un cóndor[2]
- Medalla de San Jorge matando al dragón
- El hombre con un pelícano, proyecto de bronce para la figura central de una fuente monumental que se erigió en el Mont des Arts en Bruselas. En la reconstrucción de la fuente fue quitada en 1958 y esta imagen se trasladó a Brujas , e instalada en la rotonda de la Unesco.[3]

De esta obra se han realizado reproducciones en bronce de diferente tamaño